# Edifici del Museu Eduard Camps i Cava
L'Edifici del Museu Eduard Camps i Cava és un edifici de Guissona (Segarra) protegit i catalogat com a bé cultural d'interès local. Originàriament aquest edifici es trobava fora del recinte emmurallat de la vila de Guissona i acollia l'Hospital de Jesucrist, on es tractava a pobres i malalts. És la seu del Museu de Guissona Eduard Camps i Cava.

## Arquitectura
Edifici de pedra de planta quadrangular construït a finals del segle xviii. Aquesta construcció presenta dues façanes: la principal que dona a la Plaça del Vell Pla i una lateral que dona a l'Avinguda Onze de Setembre. És un edifici de quatre plantes que presenta característiques molt pròpies del barroc clàssic de la comarca de la Segarra. Presenta una coberta a dues vessants molt ben conservada i actualment el veiem adossat a altres edificis, tot i que saben que originàriament estava aïllat.
A la façana principal es poden observar dues portes amb arc escarser resseguides per carreus de pedra molt ben treballats. La porta de la dreta és la que dona accés a l'edifici, mentre que la de l'esquerra es troba tancada al pas i està custodiada per dos fusts de columnes que s'aixequen damunt d'uns pilarets de pedra.
En el segon pis, damunt de la porta d'accés s'obra una finestra rectangular amb una llinda i un ampit de pedra llisa, i a l'esquerra de la façana una rosassa emmarcada per carreus de pedra ben escairats. El tercer pis l'ocupen dues finestres senzilles laterals i una porta balconera, amb llinda emmarcada per carreus ben treballats i un balcó de forja. En aquesta llinda apareix una data inscrita, "1733" envoltada per un oval en relleu. A la quarta planta hi ha tres obertures el·líptiques que il·luminen una golfa.
La façana de l'Avinguda Onze de Setembre és molt senzilla i només presenta una finestra simple a la planta baixa, una altra finestra a la segona planta, quatre grans finestres rectangulars amb llinda i ampit de pedra a la tercera planta i tres obertures semicirculars modernes al quart pis.